# Sobotín
Sobotín (in tedesco Zöptau) è un comune della Repubblica Ceca facente parte del distretto di Šumperk, nella regione di Olomouc.